# Octavi Mamili
Octavi Mamili (en llatí: Octavius Mamilius) va ser un personatge notable de Tusculum. Titus Livi l'anomena «longe princeps Latini nominis».
Va ser la persona a qui Tarquini el Superb va prometre a la seva filla quan cercava la conciliació amb els llatins. En ser expulsat de Roma, Tarquini es va refugiar suposadament amb el seu sogre, que seria el pare d'Octavi Mamili, el qual va aixecar Tusculum i altres ciutats llatines contra Roma, i va morir a la gran batalla del Llac Regil a mans del cònsol Tit Hermini, que també va morir.